# Lechuga china
La lechuga china (Lactuca sativa var. asparagina, augustana o angustata) es una variedad de lechuga cultivada principalmente en China, donde es la forma más común de lechuga. Se la llama wosun —chino: 莴笋; pinyin: wōsŭn— o woju —chino: 莴苣; pinyin: wōjù— aunque este último término puede referirse a cualquier variedad de lechuga.

## Características y uso
A diferencia de las variedades corrientes en otras zonas del mundo, que crecen en forma de roseta basal y sólo desarrollan un tallo en el momento de la floración, la lechuga china es una planta robusta, provista de un tallo que se desarrolla desde el principio de su crecimiento. Se cosecha cuando alcanza de 15 a 20 cm y tiene un diámetro de alrededor de 3 a 4 cm. Es crujiente, jugoso y de sabor dulce.  Se prepara cortándolo en rodajas y sofriéndolo con otros ingredientes.
En países americanos, donde la lechuga china es conocida como apio, se come el tallo, crudo, acompañado de otros vegetales y condimentado con aceite y sal.

Lechuga china lista para la venta en Lhasa.

## Galería

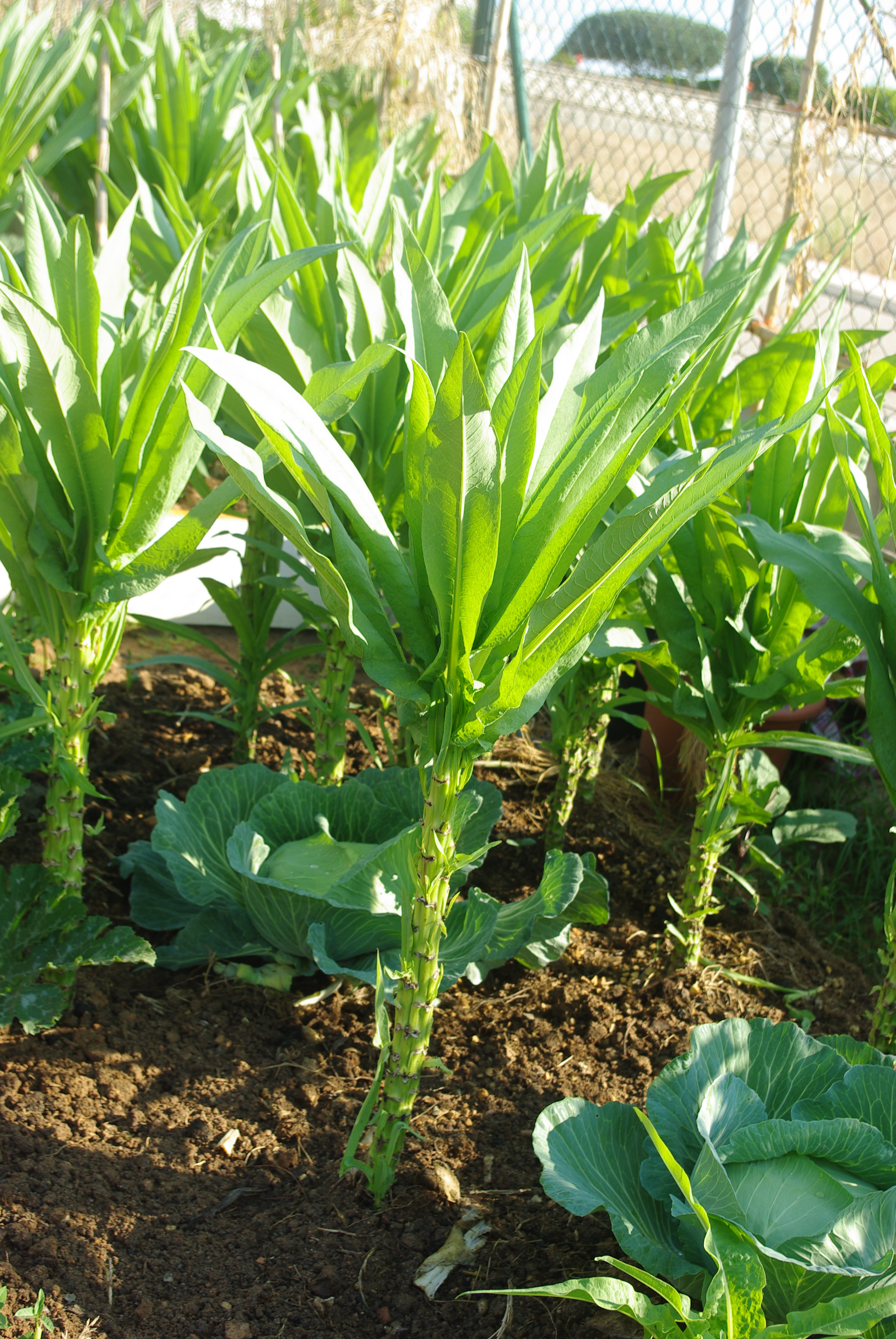
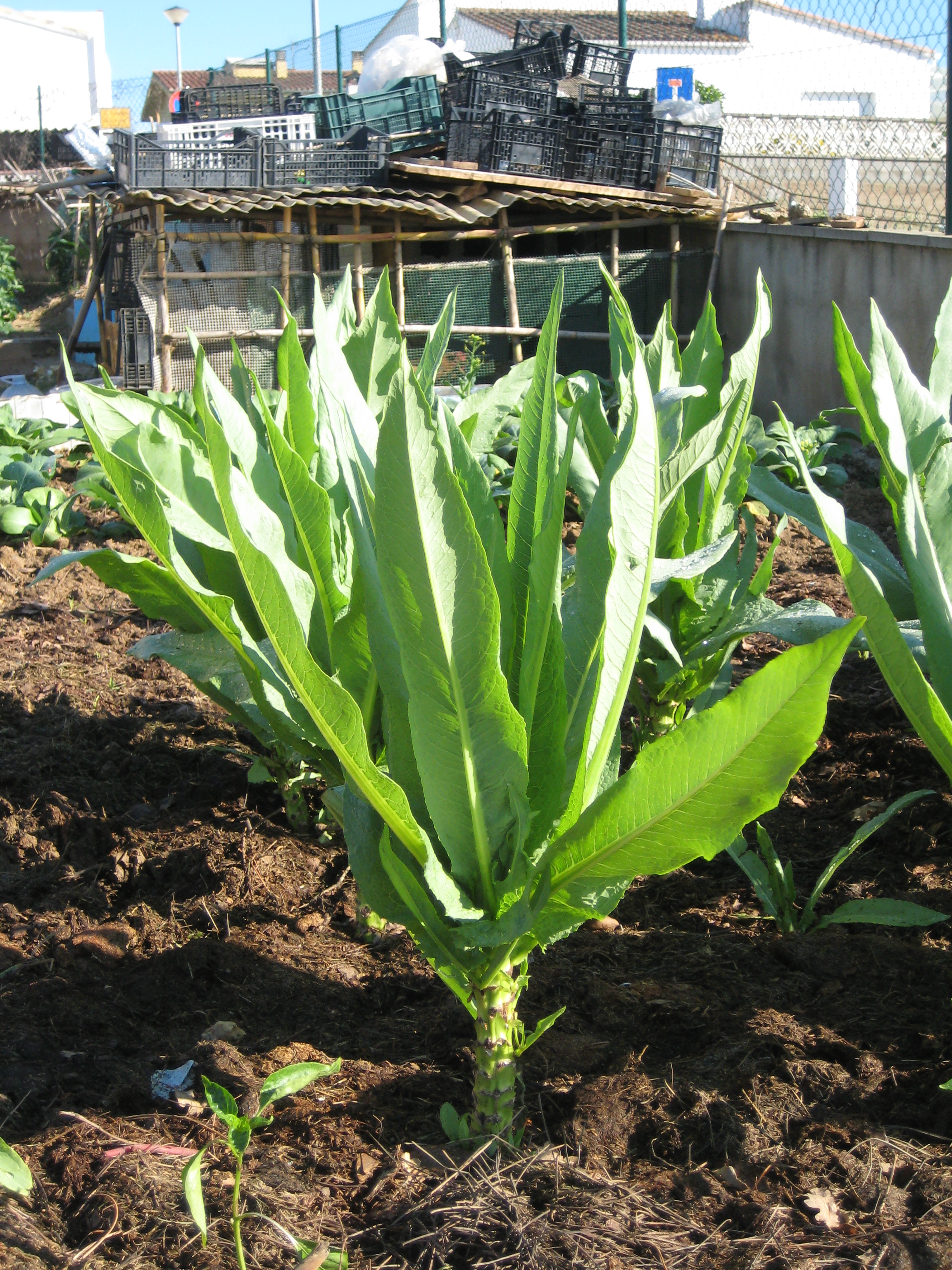